# Planorbella subcrenata
Planorbella subcrenata är en snäckart som först beskrevs av Carpenter 1857.  Planorbella subcrenata ingår i släktet Planorbella och familjen posthornssnäckor. Inga underarter finns listade i Catalogue of Life.